# 앨리 매코이스트
앨리스터 머독 "앨리" 매코이스트 MBE(Alistair Murdoch "Ally" McCoist, 1962년 9월 24일 ~ )는 스코틀랜드의 전직 축구 선수 겸 현직 축구 감독으로, 선수 시절 포지션은 스트라이커였다.

## 경력
1978년 세인트 존스턴 소속으로 데뷔했으며 1981년 잉글랜드의 선덜랜드로 이적했다. 1983년 레인저스로 이적하면서 스코틀랜드 무대에 복귀했다.
레인저스 소속으로 있는 동안 581경기(리그 경기 출전 수는 419경기)에 출전하면서 355득점(리그 경기 득점 수는 251득점)을 기록했으며 팀의 스코틀랜드 프리미어리그 10회 우승과 스코틀랜드 컵 1회 우승, 스코틀랜드 리그 컵 9회 우승에 공헌했다. 그가 레인저스 소속 시절에 세운 기록은 각각 레인저스에서 세 번째로 많은 최다 출전 기록과 레인저스에서 가장 많은 개인 득점 기록으로 남아 있다. 스코틀랜드 프리미어리그 득점왕에 3번 올랐고 유러피언 골든슈를 2번 수상했으며 1992년에는 SFWA 올해의 축구 선수와 SPFA 올해의 축구 선수로 선정되는 영예를 안았다. 1998년 킬마녹으로 이적했으며 2001년 현역 은퇴했다.
1986년부터 1998년까지 스코틀랜드 대표팀에서 뛰는 동안 61경기에 출전하면서 19득점을 기록했으며 1990년 FIFA 월드컵과 UEFA 유로 1992, UEFA 유로 1996에서 스코틀랜드 대표로 출전했다. 2007년 스코틀랜드 축구 명예의 전당에 헌정되었으며 2011년 6월 1일 레인저스의 감독으로 취임했다.

## 수상

### 클럽
레인저스
- 스코틀랜드 프리미어리그 10회 우승 (1987, 1989, 1990, 1991, 1992, 1993, 1994, 1995, 1996, 1997)
- 스코틀랜드 컵 1회 우승 (1992)
- 스코틀랜드 리그 컵 9회 우승 (1983, 1984, 1986, 1987, 1988, 1990, 1992, 1993, 1996)

### 개인
- 스코틀랜드 프리미어리그 득점왕 3회 수상 (1986, 1992, 1993)
- 유러피언 골든슈 2회 수상 (1992, 1993)
- 1992년 SFWA 올해의 축구 선수 선정
- 1992년 SPFA 올해의 축구 선수 선정